# Eurithia cristata
Eurithia cristata là một loài ruồi trong họ Tachinidae.